# 용승 (북하)
용승(龍昇)은 중국 하(夏) 무열제(武烈帝)의 첫 번째 연호이다. 407년 6월에서 413년 2월까지 5년 9개월 동안 사용하였다. 407년 6월, 혁련발발(赫連勃勃)은 후진(後秦)으로부터 자립하여 대선우-대하천왕(大單于大夏天王)이라 자칭하고 개원하였다.
같은 시기에 사용된 다른 연호로는 동진(東晉)에서 사용한 의희(義熙 : 405년 ~ 418년), 후연(後燕)에서 사용한 건시(建始 : 407년), 후진(後秦)에서 사용한 홍시(弘始 : 399년 ~ 416년), 서진(西秦)에서 사용한 경시(更始 : 409년 ~ 412년), 영강(永康 : 412년 ~ 419년), 북량(北凉)에서 사용한 영안(永安 : 401년 ~ 412년), 현시(玄始 : 412년 ~ 428년), 남량(南凉)에서 사용한 가평(嘉平 : 408년 ~ 414년), 남연(南燕)에서 사용한 태상(太上 : 405년 ~ 410년), 서량(西凉)에서 사용한 건초(建初 : 405년 ~ 417년), 북연(北燕)에서 사용한 정시(正始 : 407년 ~ 409년), 태평(太平 : 409년 ~ 430년), 북위(北魏)에서 사용한 천사(天賜 : 404년 ~ 409년), 영흥(永興 : 409년 ~ 413년)이 있다.

## 연대대조표
| 용승                | 원년            | 2년             | 3년                 | 4년        | 5년        | 6년                  | 7년        |
| 서력                | 407년           | 408년           | 409년               | 410년      | 411년      | 412년                | 413년      |
| 육십간지 (六十干支) | 정미(丁未)      | 무신(戊申)      | 기유(己酉)          | 경술(庚戌) | 신해(辛亥) | 임자(壬子)           | 계축(癸丑) |
| 동진 (東晉)         | 의희(義熙) 3년  | 4년             | 5년                 | 6년        | 7년        | 8년                  | 9년        |
| 후연 (後燕)         | 건시(建始) 원년 | -               | -                   | -          | -          | -                    | -          |
| 후진 (後秦)         | 홍시(弘始) 9년  | 10년            | 11년                | 12년       | 13년       | 14년                 | 15년       |
| 서진 (西秦)         | -               | -               | 경시(更始) 원년     | 2년        | 3년        | 4년 영강(永康) 원년  | 2년        |
| 북량 (北凉)         | 영안(永安) 7년  | 8년             | 9년                 | 10년       | 11년       | 12년 현시(玄始) 원년 | 2년        |
| 남량 (南凉)         | -               | 가평(嘉平) 원년 | 2년                 | 3년        | 4년        | 5년                  | 6년        |
| 남연 (南燕)         | 태상(太上) 3년  | 4년             | 5년                 | 6년        | -          | -                    | -          |
| 서량 (西凉)         | 건초(建初) 3년  | 4년             | 5년                 | 6년        | 7년        | 8년                  | 9년        |
| 북연 (北燕)         | 정시(正始) 원년 | 2년             | 3년 태평(太平) 원년 | 2년        | 3년        | 4년                  | 5년        |
| 북위 (北魏)         | 천사(天賜) 4년  | 5년             | 6년 영흥(永興) 원년 | 2년        | 3년        | 4년                  | 5년        |

## 같이 보기
- 중국의 연호

| 이전 연호 - | 중국의 연호 북하(北夏) | 다음 연호 봉상(鳳祥) |